# Praroman

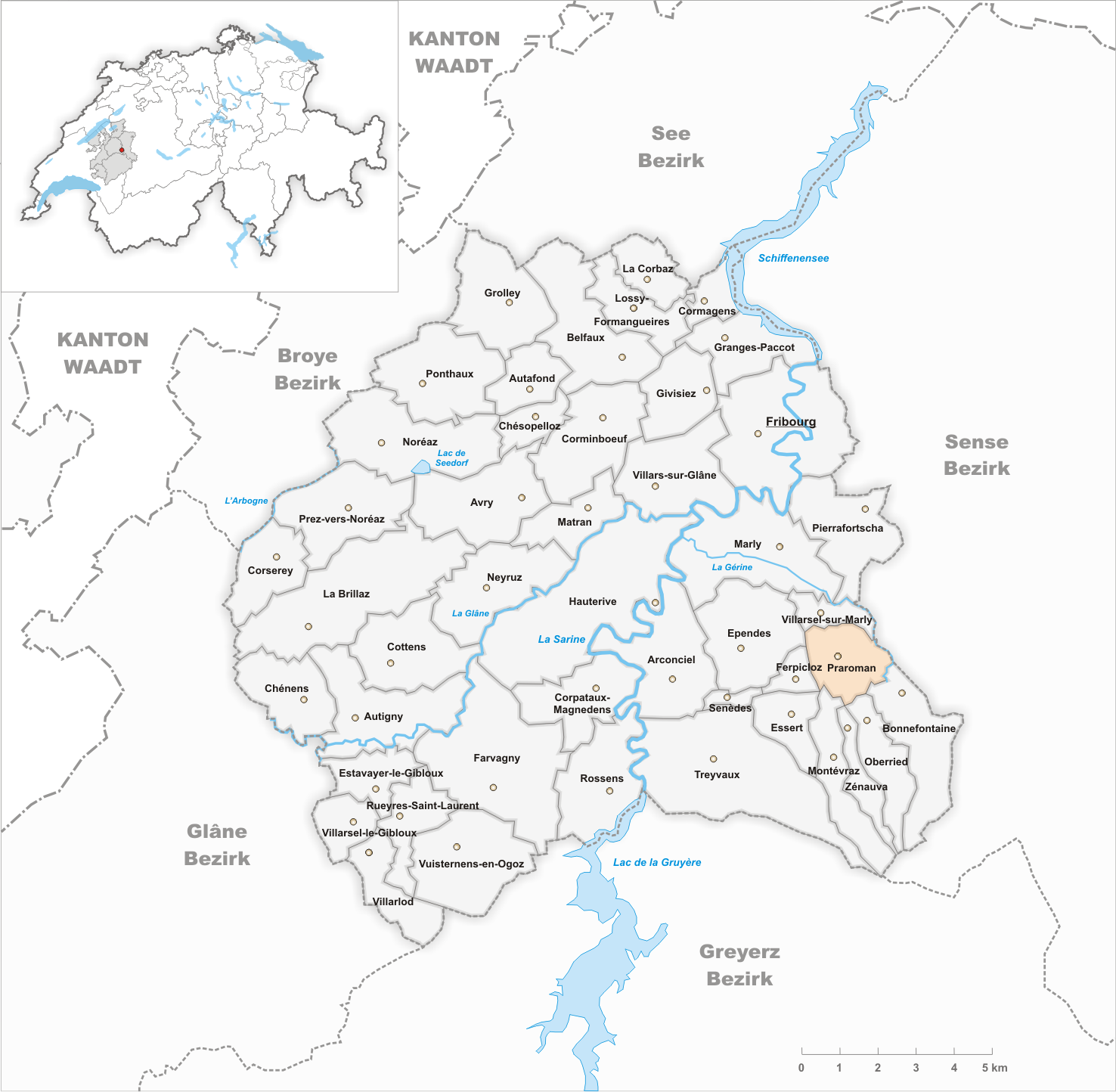
Gemeindestand vor der Fusion am 1. Januar 2003

Praroman (Freiburger Patois Prâreminⓘ) ist eine Ortschaft und früher selbständige politische Gemeinde im District de la Sarine (deutsch: Saanebezirk) des Kantons Freiburg in der Schweiz. Der frühere deutsche Name Perroman wird heute kaum mehr verwendet. Am 1. Januar 2003 wurde Praroman mit fünf weiteren Gemeinden zur neuen Gemeinde Le Mouret zusammengeschlossen.

## Geographie
Praroman liegt auf 779 m ü. M., sieben Kilometer südlich der Kantonshauptstadt Freiburg (Luftlinie). Das Dorf erstreckt sich an aussichtsreicher Lage auf einer Kuppe und am leicht nach Süden geneigten Hang über der Talniederung des Ruisseau du Pontet, im voralpinen Hügelland am Nordfuss der Alpen. Die ehemalige Gemeindefläche betrug rund 3,2 km². Das Gebiet umfasste die bis zu 1 km breite Talniederung des Ruisseau du Pontet, der sich östlich des Dorfes mit weiteren Quellbächen zum Nesslerabach vereinigt. Dieser entwässert das Gebiet zur Ärgera (französisch: Gérine). Nördlich des Ruisseau du Pontet erstreckte sich der ehemalige Gemeindebann über die Höhe von Praroman (792 m ü. M.) bis an den Rand des Plateaus südlich des Ärgeratals.

Luftbild (1964)

## Bevölkerung
Mit 1165 Einwohnern (2002) zählte Praroman vor der Fusion zu den mittelgrossen Gemeinden des Kantons Freiburg. Vor allem seit 1960 (486 Einwohner) wurde ein starkes Bevölkerungswachstum verzeichnet. Zu Praroman gehörten auch die Siedlungen Moulin à Bentz (742 m ü. M.), der nördliche und östliche Teil von Le Mouret (754 m ü. M.) und der westliche Teil von Le Pafuet (741 m ü. M.), alle in der Talniederung des Ruisseau du Pontet gelegen. In der Umgebung von Praroman gibt es zahlreiche Einzelhöfe.
Einwohnerzahlen: Volkszählungsdaten

## Wirtschaft
Praroman war bis Mitte des 20. Jahrhunderts ein vorwiegend durch die Landwirtschaft geprägtes Dorf. Heute haben die Milchwirtschaft, die Viehzucht und der Ackerbau nur noch einen geringen Stellenwert in der Erwerbsstruktur der Bevölkerung. Zahlreiche weitere Arbeitsplätze sind im lokalen Kleingewerbe und im Dienstleistungssektor vorhanden. Seit den 1950er-Jahren ist bei Le Mouret eine Gewerbezone entstanden. Hier haben sich Betriebe des Bau- und Transportgewerbes, der Holzverarbeitung, der Elektrobranche und der Informatik niedergelassen. In den letzten Jahrzehnten hat sich das Dorf dank seiner attraktiven Lage auch zu einer Wohngemeinde entwickelt. Viele Erwerbstätige sind deshalb Wegpendler, die hauptsächlich in der Region Freiburg arbeiten.

## Verkehr
Das Dorf ist verkehrsmässig recht gut erschlossen. Die Siedlung Le Mouret liegt an der Hauptstrasse von Freiburg via La Roche nach Bulle. Durch die Buslinien der Transports publics Fribourgeois, die von Freiburg via La Roche nach Bulle respektive nach Jaun sowie von Freiburg nach Bonnefontaine verkehren, ist Praroman mit Le Mouret an das Netz des öffentlichen Verkehrs angebunden.

## Geschichte
Das Gebiet von Praroman war schon während der Römerzeit bewohnt, was durch Siedlungsspuren aus dieser Zeit belegt werden konnte. Die erste urkundliche Erwähnung des Ortes erfolgte 1148 unter dem heutigen Namen Praroman. Die deutsche Version Perroman ist von 1301 überliefert; 1476 erschien die Schreibweise Praromant. Der Ortsname ist von der lateinischen Bezeichnung pratum romanum (römische Wiese) abgeleitet.
Im Mittelalter gehörte Praroman zur Herrschaft Marly. Im Verlauf des 15. Jahrhunderts gelangte das Dorf unter die Herrschaft von Freiburg und wurde der Alten Landschaft (Burgpanner) zugeordnet. Nach dem Zusammenbruch des Ancien Régime (1798) gehörte Praroman während der Helvetik zum Bezirk La Roche und ab 1803 zum Bezirk Freiburg, bevor es 1848 mit der neuen Kantonsverfassung in den Saanebezirk eingegliedert wurde.
Im Jahr 1996 entstand die Idee einer grossflächigen Gemeindefusion. Am 13. Juni 2002 votierten die Stimmberechtigten von Praroman mit einem Ja-Anteil von 82 % für die Fusion. Mit Wirkung auf den 1. Januar 2003 wurden deshalb die vorher selbständigen Gemeinden Praroman, Bonnefontaine, Essert (FR), Montévraz, Oberried (FR) und Zénauva zusammengelegt. Die neue Gemeinde erhielt den Namen Le Mouret.

## Sehenswürdigkeiten
Die Pfarrkirche von Praroman wurde 1637 bis 1639 erbaut und Ende des 19. Jahrhunderts umgestaltet. Das Schloss stammt von 1760. Im alten Ortskern sind einige stattliche Bauernhäuser aus dem 18. und 19. Jahrhundert erhalten.

## Bildergalerie

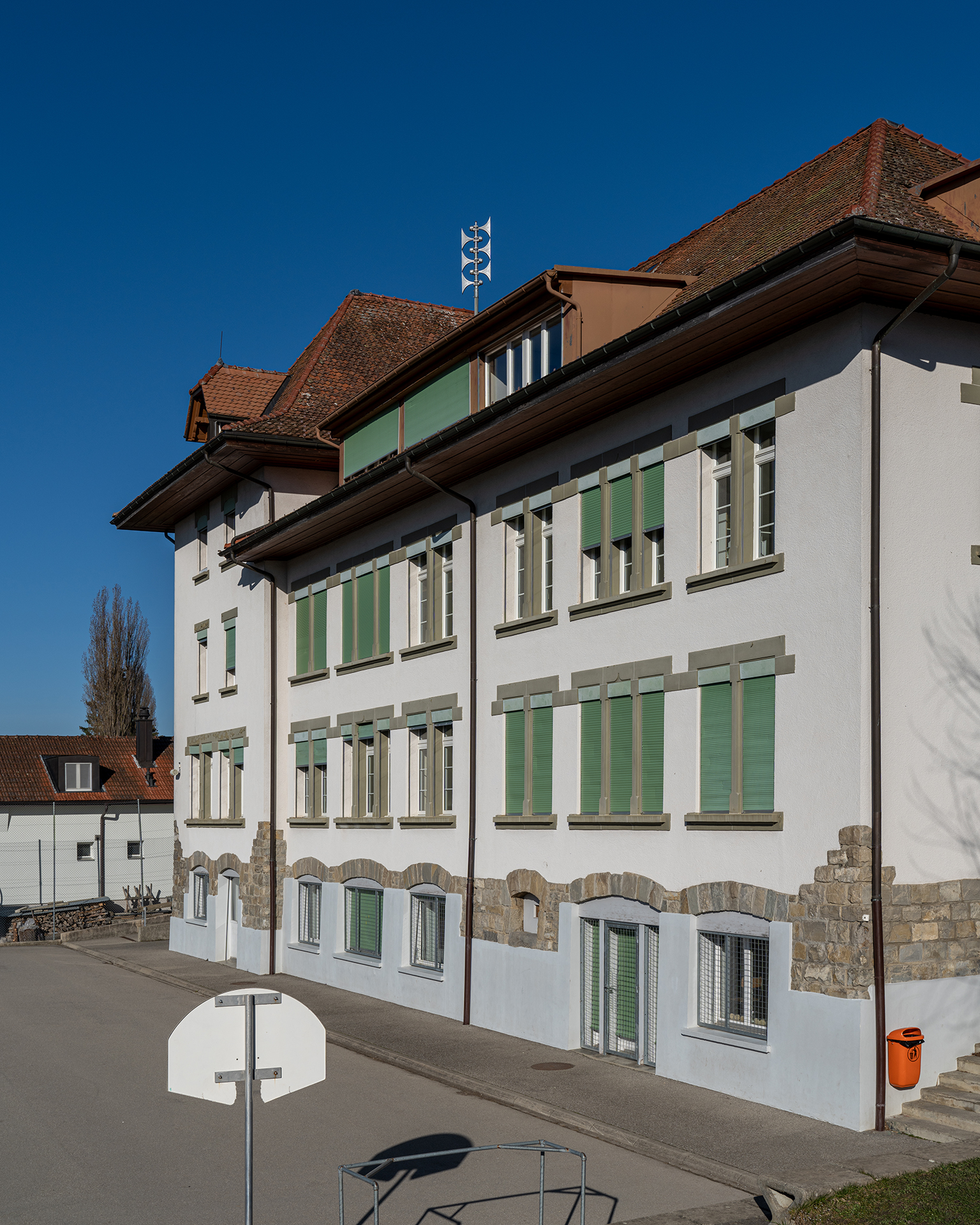
Schulhaus
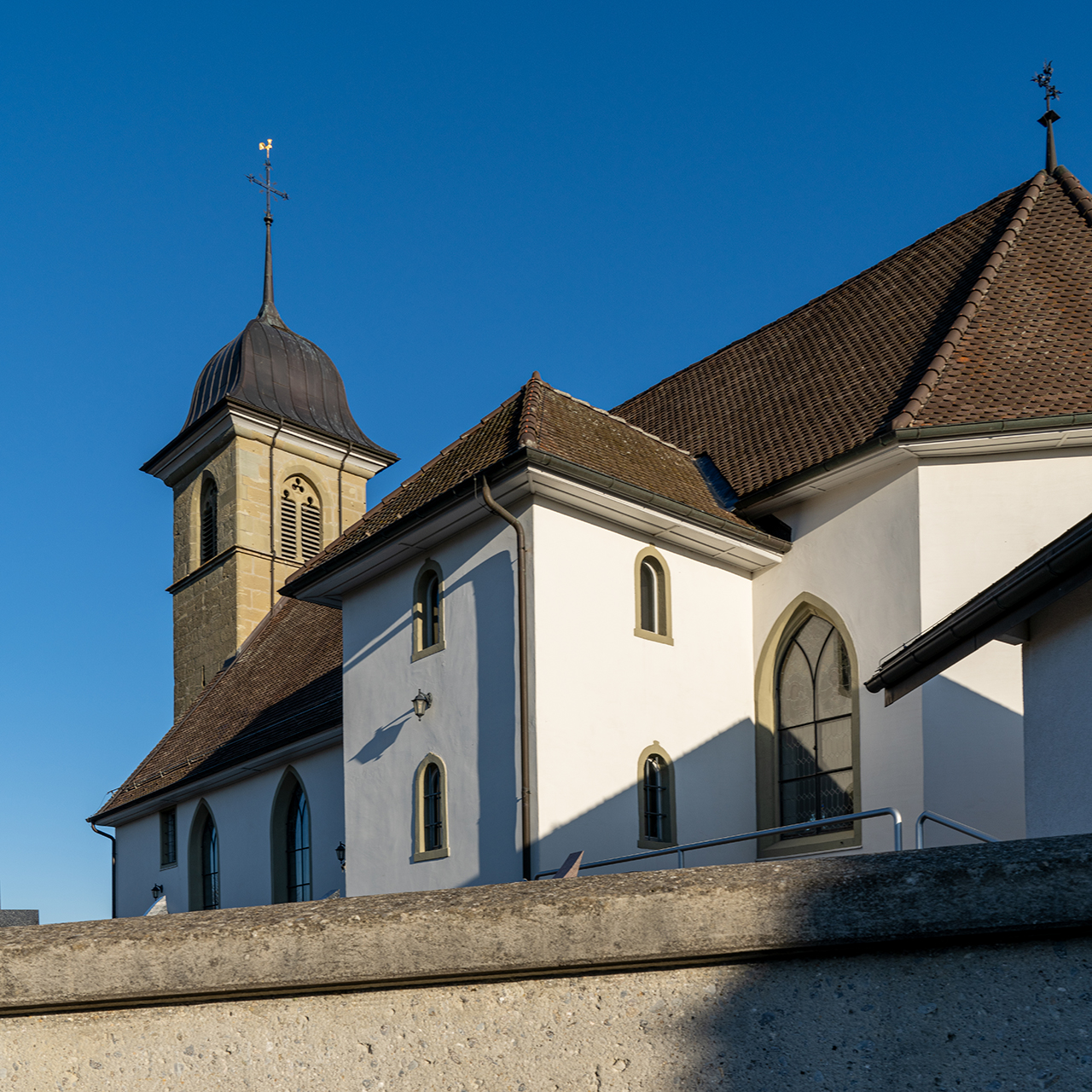
Kirche
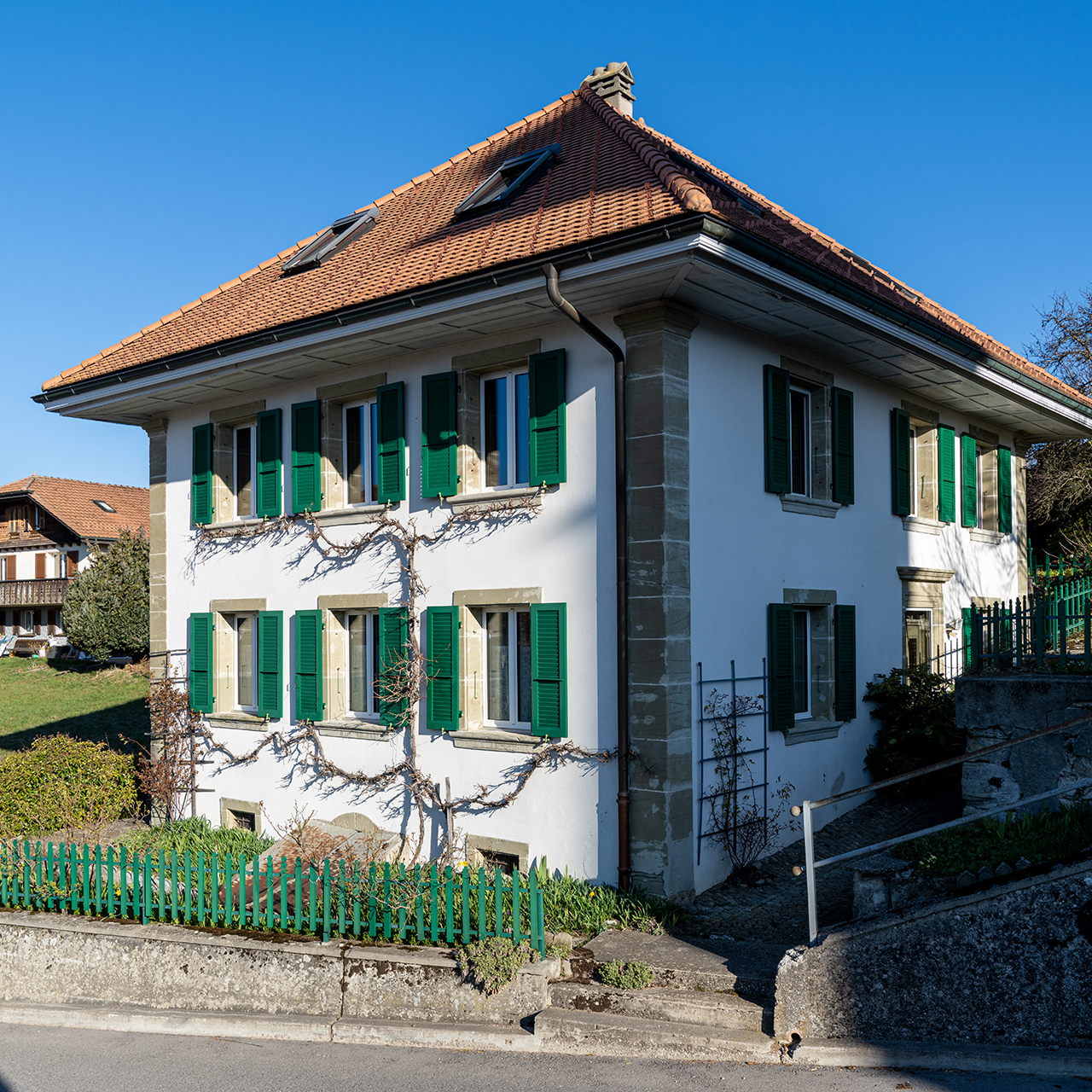
Ehemalige Kaplanei
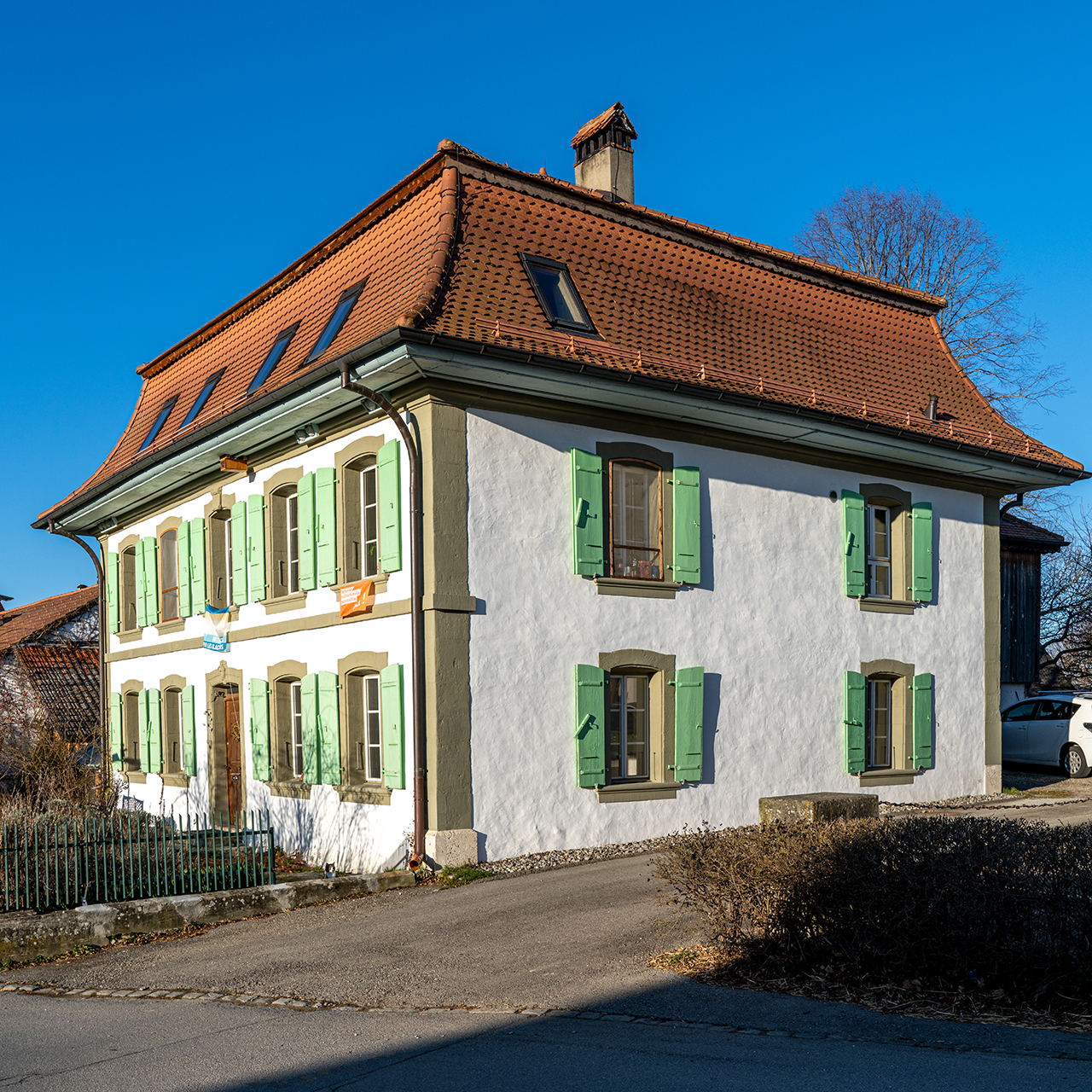
Wohnhaus, "Château" genannt
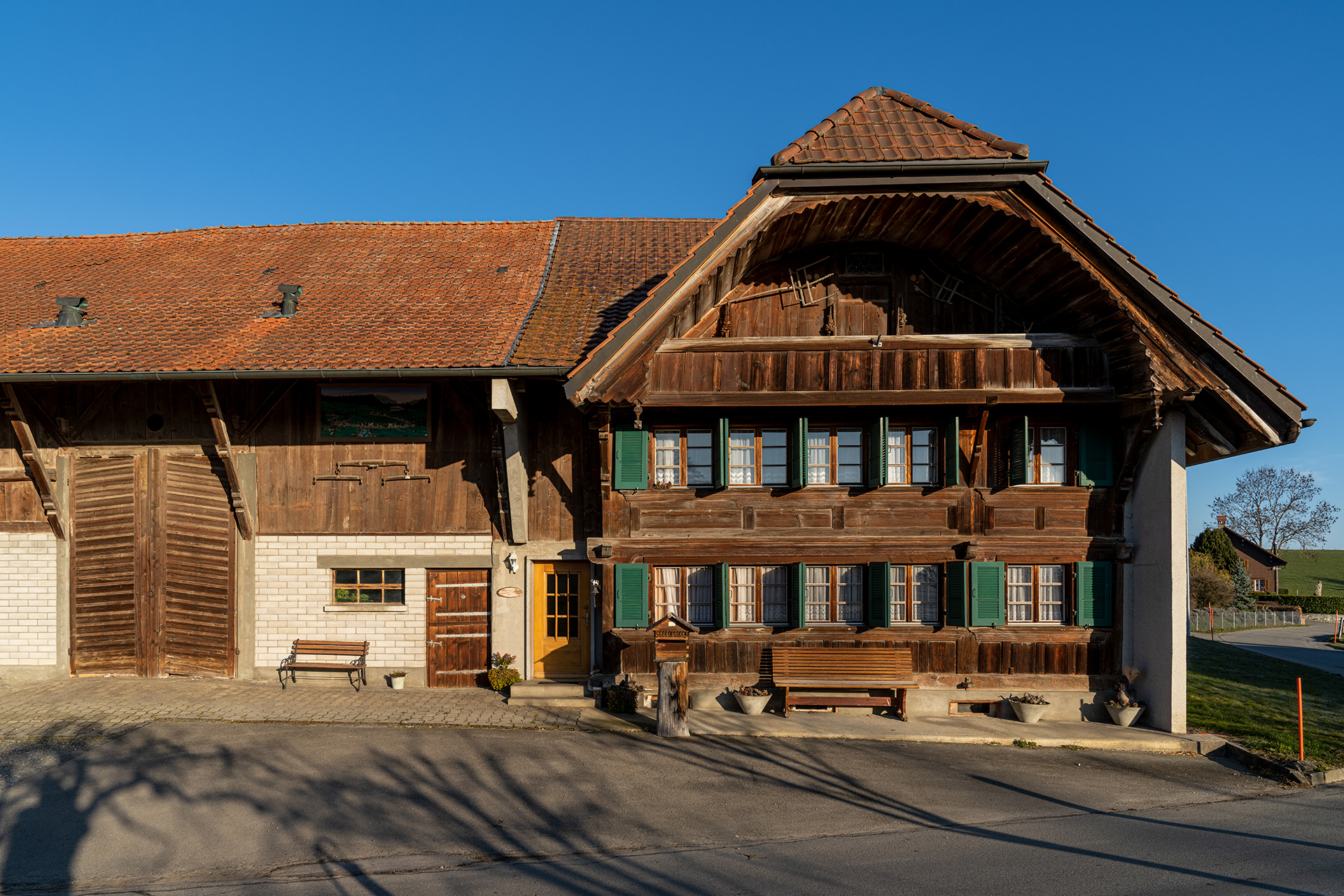
Ortstypisches Bauernhaus